# Con bò đồng

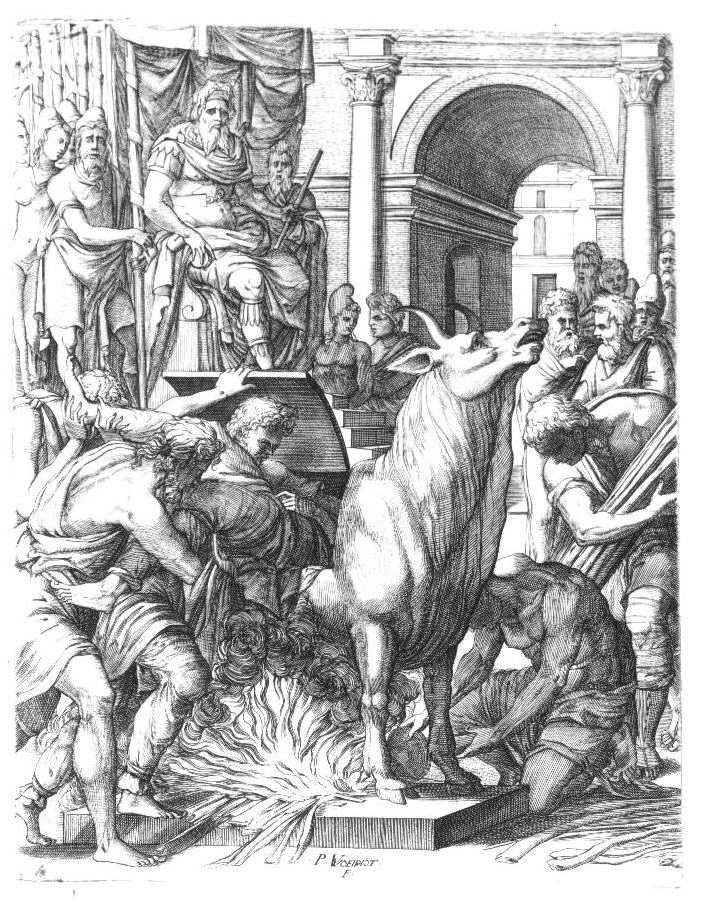
Perillos bị đưa vào "con bò đồng" do ông phát minh và dâng lên Phalaris.

Con bò bằng đồng hay con bò đồng, con bò Sicilia (tiếng Anh: brazen bull) là một phương pháp và công cụ tra tấn và hành hình ở thời Hy Lạp cổ đại.
Theo Diodorus Siculus thuật lại câu chuyện trong Bibliotheca historica, thì Perillos ở Athens (Perillos of Athens) là người phát minh và đề xuất nó lên Phalaris, vị bạo chúa của xứ Akragas (nay là Agrigento), Sicily để làm phương tiện mới cho hành hình tội phạm. Con bò được làm hoàn toàn bằng đồng, rỗng và có một cánh cửa ở một bên. Con bò có hình dạng và kích thước như của một con bò thật và có một bộ máy âm thanh để chuyển đổi tiếng la hét thành âm thanh của một con bò. Nạn nhân bị nhốt trong "con bò" và đốt lửa bên dưới, làm nóng kim loại cho đến khi người bên trong bị rang đến chết.

## Lệnh của Phalaris
Phalaris lệnh rằng con bò phải được thiết kế theo cách mà khói bốc ra thành đám mây, phần đầu con bò phải có một hệ thống ống phức tạp để tiếng la hét của tù nhân được chuyển đổi thành âm thanh giống như tiếng rống của một con bò tức điên. Cũng theo truyền thuyết, khi mở cửa con bò thì xương cháy xém của nạn nhân "tỏa sáng như ngọc và được làm thành vòng đeo tay." 
Perillos nói với Phalaris rằng "tiếng la hét sẽ qua các đường ống đến với ngài thật dịu dàng, đáng thương nhất, du dương nhất từ bên dưới". Phẫn nộ bởi những lời này, Phalaris lệnh rằng hệ thống âm thanh của nó được thử nghiệm với chính Perillos. Khi Perillos bước vào, ông đã ngay lập tức bị khóa bên trong, và ngọn lửa đã được đốt lên, do đó Phalaris có thể nghe thấy âm thanh của tiếng hét của Perillos. Trước khi Perillos có thể chết, Phalaris mở cửa cho ra.
Perillos tin rằng ông sẽ nhận được một phần thưởng cho phát minh của mình, nhưng thay vào đó, sau khi đưa ra khỏi con bò, Phalaris đã đẩy ông từ đỉnh của một ngọn đồi để giết chết ông ta.
Chính Phalaris cũng được cho là đã bị giết chết trong "con bò đồng" khi ông bị lật đổ bởi Telemachus, tổ tiên của Theron vào năm 554 TCN.

## Liên kết có thể đến Hiến sinh Carthage
Các học giả Kinh Thánh liên kết các thiết kế "con bò đồng" cho bức tượng của vị thần Carthage Baal Hammon (thường được xác định với Kinh Thánh Moloch) trong đó có lễ hiến tế trẻ con sống.
Trẻ con sống được đặt trên bàn tay của tượng đầu bê bằng đồng của vị thần, và trượt xuống vào lò thiêu bằng đồng . Tiếng la hét của trẻ thường bị át đi bởi tiếng trống và nhảy múa, vì bàn thờ hiến tế không có hệ thống ống như "con bò đồng" đã có (xem Tophet).
Các thực hành của thành phố Tophet cũng được trích dẫn bởi các học giả là nguồn cảm hứng "con bò đồng" vì cùng gốc rễ Carthage ở Akragas .
Câu chuyện về "con bò đồng" không thể xem là thuần túy sáng tác. Pindar, người đã sống sau đó gần một thế kỷ, mô tả rõ ràng dụng cụ tra tấn này gắn với tên của các bạo chúa .

## La Mã đàn áp người Do Thái và Kitô hữu
Người La Mã đã sử dụng thiết bị tra tấn này để giết một số người Do Thái cũng như một số Kitô hữu. Trong số đó có Saint Eustace, theo truyền thống Kitô giáo, được rang trong "con bò đồng" cùng với vợ và các con theo lệnh của Hoàng đế Hadrian. Điều tương tự cũng xảy ra trong cuộc bách hại của hoàng đế Domitian với Saint Antipas, Đức Giám mục của Pergamon, những người đã được rang cho đến chết trong "con bò đồng" năm 92 AD, và là thánh tử đạo đầu tiên ở Tiểu Á. Thiết bị này vẫn còn được sử dụng hai thế kỷ sau đó, khi một Kitô hữu, Pelagia Tarsus, được cho là đã bị thiêu cháy năm 287 bởi Hoàng đế Diocletian.
Giáo hội Công giáo thì tuyên bố câu chuyện Saint Eustace tử đạo là "hoàn toàn sai" .

## Vương quốc Visigothic Toulouse
Theo Chronica caesaraugustana thì Burdunellus, một kẻ cướp ngôi ở La Mã, bị vua Alaric II rang trong "con bò đồng" năm 497.

## Phim ảnh
Bộ phim Immortals (Chiến binh bất tử) năm 2011 có cảnh ba trinh nữ theo một lời sấm truyền bị tra tấn trong "con bò đồng".